# Анксур
АНКСУ́Р (лат. Anxur) — бог, що пізніше ототожнювався з Юпітером ; ім’ям А. названо місто; 2) джерело поблизу міста Анксур; 3) рутульський герой з війська Турна.